# Philippe Labache
Pas d'image ? Cliquez ici

a Compétitions nationales et continentales officielles uniquement.

b Matchs officiels uniquement.
Philippe Labache, né le 8 février 1941 au Bouscat, est un joueur de rugby à XIII international français évoluant au poste d'ailier dans les années 1960.
Il joue en club à Bordeaux-Facture dans les années 1960 avec à ses côtés Roger Garnung, Jean-Marie Armand et Christian Duplé. Fort de ses performances en club, il côtoie l'équipe de France et compte une sélection obtenue le 8 mars 1964 affrontant la Grande-Bretagne.

## Biographie

### Détails en sélection
| 1. | 8 mars 1964 | Grande-Bretagne | 5-11 | Test-match | Ailier | - | - | - | - |